# The War on Drugs
The War on Drugs er et amerikansk indie rock-band fra Philadelphia, Pennsylvania, som blev dannet i 2005. Bandet består af Adam Granduciel (vokal, guitar), David Hartley (bas), Robbie Bennett (keyboard), Charlie Hall (trommer), Jon Natchez (saxofon) og Anthony LaMarca (guitar).
Bandet blev dannet af Granduciel og Kurt Vile, og udgav deres debutalbum Wagonwheel Blues i 2008. Kort tid efter udgivelsen, forlod Kurt Vile gruppen for at fokusere på sin solokarriere. Bandets andet studiealbum Slave Ambient blev udgivet i 2011.
Bandets tredje album Lost in the Dream, blev udgivet i 2014 og modtag fremragende anmeldelser. Det danske musikmagasin "Gaffa" havde bl.a. Albummet, som nummer 7 på deres liste over de bedste internationale udgivelser i 2014. Tidligere samarbejdspartner Charlie Hall gik ind i bandet som fast trommeslager under indspilningen af pladen og saxofonist Jon Natchez og guitarist Anthony LaMarca spillede med bandet på deres efterfølgende verdensturne.